# Giovanni VII di Nassau-Siegen
Giovanni VII di Nassau-Siegen (Dillenburg, 7 giugno 1561 – Siegen, 27 settembre 1623) fu conte di Nassau a Siegen e di Freudenberg (con il nome di Giovanni I).
Era il secondo figlio del conte Giovanni VI di Nassau-Dillenburg e di sua moglie, Elisabetta di Leuchtenberg.

## Famiglia ed eredi
Giovanni si sposò due volte. La prima volta, il 9 dicembre 1581, sposò la contessa Maddalena di Waldeck, figlia del conte Filippo IV di Waldeck e di Jutta di Isenburg. La coppia ebbe i seguenti figli:
1. Giovanni Ernesto (21 ottobre 1582 – 1º settembre 1617), generale dell'esercito della Repubblica di Venezia;
2. conte Giovanni VIII di Nassau-Siegen (29 settembre 1583 – 27 luglio 1638);
3. Elisabetta (8 novembre 1584 – 26 luglio 1661), sposò il 26 luglio 1604 il conte Cristiano di Waldeck;
4. Adolfo (8 agosto 1586 – 7 novembre 1608);
5. Giuliana (3 settembre 1587 – 15 febbraio 1643), sposò il 22 maggio 1603 il langravio Maurizio d'Assia-Kassel;
6. Anna Maria (3 marzo 1589 – 27 febbraio 1620), sposò il 3 febbraio 1611 il conte Giovanni Adolfo di Daun;
7. Giovanni Alberto, nato e morto nel 1590;
8. conte Guglielmo di Nassau-Hilchenbach (13 agosto 1592 – 18 luglio 1642);
9. Anna (2 marzo 1594 – 7 dicembre 1636), sposò il 14 giugno 1619 Giovanni Wolfart di Brederode;
10. Federico Luigi (2 febbraio 1595 – 22 aprile 1600);
11. Maddalena (23 febbraio 1596 – 6 dicembre 1662), sposò nell'agosto del 1631, in prime nozze, Bernardo Maurizio di Oeynhausen e il 25 agosto 1642, in seconde nozze, Filippo Guglielmo di Inn und Knyphausen;
12. Giovanni Federico, nato e morto nel 1597.

In seconde nozze, celebrate il 27 agosto 1603, Giovanni sposò la principessa Margherita di Holstein-Sonderburg-Plön. La coppia ebbe i seguenti figli:
1. principe Giovanni Maurizio di Nassau-Siegen (18 giugno 1604 – dicembre 1679);
2. principe Giorgio Federico di Nassau-Siegen (23 febbraio 1606 – 2 ottobre 1674), sposò Maurizia Eleonora del Portogallo figlia di Emilia di Nassau figlia di Guglielmo il Taciturno;
3. Guglielmo Ottone (22 giugno 1607 – 14 agosto 1641);
4. Luisa Cristiana (8 ottobre 1608 – 19 dicembre 1678), sposò il 4 luglio 1627 il marchese Philippe de Conflans;
5. Sofia Margherita (16 aprile 1610 – maggio 1665), sposò il 13 gennaio 1656 il conte Giorgio Ernesto di Limburg-Stirum;
6. Enrico (9 agosto 1611 – 17 novembre 1652);
7. Maria Giuliana sposò il 13 dicembre 1637 il duca Francesco Enrico di Sassonia-Lauenburg;
8. Amalia (2 settembre 1613 – 24 agosto 1669), sposò in prime nozze, il 23 aprile 1636, Herman Wrangel, e in seconde nozze, il 27 marzo 1649 il conte palatino Cristiano Augusto del Palatinato-Sulzbach;
9. Bernardo (18 novembre 1614 – 6 gennaio 1617);
10. Cristiano (16 luglio 1616 – aprile 1644);
11. Caterina (1º agosto 1617 – 21 agosto 1645);
12. Giovanni Ernesto (8 novembre 1618 – 23 novembre 1639);
13. Elisabetta Giuliana (1º maggio 1620 – 13 maggio 1665), sposò nel 1647 il conte Bernardo di Sayn-Wittgenstein

## Ascendenza
|                                         |                                        |                                                                     | Genitori                                          |  |  | Nonni |  |  | Bisnonni                               |  |  | Trisnonni                               |  |
|                                         |                                        |                                                                     |                                                   |  |  |       |  |  | Giovanni V, conte di Nassau-Dillenburg |  |  | Giovanni IV, conte di Nassau-Dillenburg |  |
|                                         |                                        |                                                                     |                                                   |  |  |       |  |  | Giovanni V, conte di Nassau-Dillenburg |  |  | Giovanni IV, conte di Nassau-Dillenburg |  |
|                                         |                                        | Maria di Loon-Heinsberg                                             |                                                   |  |  |       |  |  | Giovanni V, conte di Nassau-Dillenburg |  |  |                                         |  |
| Guglielmo I, conte di Nassau-Dillenburg |                                        |                                                                     |                                                   |  |  |       |  |  | Giovanni V, conte di Nassau-Dillenburg |  |  |                                         |  |
|                                         |                                        | Elisabetta d'Assia-Marburg                                          | Enrico III, langravio d'Assia-Marburg             |  |  |       |  |  |                                        |  |  |                                         |  |
|                                         |                                        | Elisabetta d'Assia-Marburg                                          | Enrico III, langravio d'Assia-Marburg             |  |  |       |  |  |                                        |  |  |                                         |  |
|                                         |                                        | Elisabetta d'Assia-Marburg                                          | Anna di Katzenelnbogen                            |  |  |       |  |  |                                        |  |  |                                         |  |
| Giovanni VI, conte di Nassau-Dillenburg |                                        | Elisabetta d'Assia-Marburg                                          |                                                   |  |  |       |  |  |                                        |  |  |                                         |  |
|                                         |                                        | Bodo VIII, conte di Stolberg-Wernigerode                            | Enrico IX, conte di Stolberg-Wernigerode          |  |  |       |  |  |                                        |  |  |                                         |  |
|                                         |                                        | Bodo VIII, conte di Stolberg-Wernigerode                            | Enrico IX, conte di Stolberg-Wernigerode          |  |  |       |  |  |                                        |  |  |                                         |  |
|                                         |                                        | Bodo VIII, conte di Stolberg-Wernigerode                            | Margherita di Mansfeld                            |  |  |       |  |  |                                        |  |  |                                         |  |
| Giuliana di Stolberg-Wernigerode        |                                        | Bodo VIII, conte di Stolberg-Wernigerode                            |                                                   |  |  |       |  |  |                                        |  |  |                                         |  |
|                                         |                                        | Anna di Eppstein-Königstein                                         | Filippo I, conte di Eppstein-Königstein           |  |  |       |  |  |                                        |  |  |                                         |  |
|                                         |                                        | Anna di Eppstein-Königstein                                         | Filippo I, conte di Eppstein-Königstein           |  |  |       |  |  |                                        |  |  |                                         |  |
|                                         |                                        | Anna di Eppstein-Königstein                                         | Luisa di Mark-Arenberg                            |  |  |       |  |  |                                        |  |  |                                         |  |
| Giovanni VII, conte di Nassau-Siegen    |                                        | Anna di Eppstein-Königstein                                         |                                                   |  |  |       |  |  |                                        |  |  |                                         |  |
|                                         | Giovanni IV, langravio di Leuchtenberg | Federico V, langravio di Leuchtenberg                               |                                                   |  |  |       |  |  |                                        |  |  |                                         |  |
|                                         | Giovanni IV, langravio di Leuchtenberg | Federico V, langravio di Leuchtenberg                               |                                                   |  |  |       |  |  |                                        |  |  |                                         |  |
|                                         | Giovanni IV, langravio di Leuchtenberg | Dorotea di Rieneck                                                  |                                                   |  |  |       |  |  |                                        |  |  |                                         |  |
| Giorgio III, langravio di Leuchtenberg  | Giovanni IV, langravio di Leuchtenberg |                                                                     |                                                   |  |  |       |  |  |                                        |  |  |                                         |  |
|                                         |                                        | Margherita di Schwarzburg-Blankenburg                               | Günther XXXVIII, conte di Schwarzburg-Blankenburg |  |  |       |  |  |                                        |  |  |                                         |  |
|                                         |                                        | Margherita di Schwarzburg-Blankenburg                               | Günther XXXVIII, conte di Schwarzburg-Blankenburg |  |  |       |  |  |                                        |  |  |                                         |  |
|                                         |                                        | Margherita di Schwarzburg-Blankenburg                               | Caterina di Querfurt                              |  |  |       |  |  |                                        |  |  |                                         |  |
| Elisabetta di Leuchtenberg              |                                        | Margherita di Schwarzburg-Blankenburg                               |                                                   |  |  |       |  |  |                                        |  |  |                                         |  |
|                                         |                                        | Federico I, margravio di Brandeburgo-Ansbach e Brandeburgo-Kulmbach | Alberto III, principe elettore di Brandeburgo     |  |  |       |  |  |                                        |  |  |                                         |  |
|                                         |                                        | Federico I, margravio di Brandeburgo-Ansbach e Brandeburgo-Kulmbach | Alberto III, principe elettore di Brandeburgo     |  |  |       |  |  |                                        |  |  |                                         |  |
|                                         |                                        | Federico I, margravio di Brandeburgo-Ansbach e Brandeburgo-Kulmbach | Anna di Sassonia                                  |  |  |       |  |  |                                        |  |  |                                         |  |
| Barbara di Brandeburgo-Ansbach-Kulmbach |                                        | Federico I, margravio di Brandeburgo-Ansbach e Brandeburgo-Kulmbach |                                                   |  |  |       |  |  |                                        |  |  |                                         |  |
|                                         |                                        | Sofia di Polonia                                                    | Casimiro IV, re di Polonia                        |  |  |       |  |  |                                        |  |  |                                         |  |
|                                         |                                        | Sofia di Polonia                                                    | Casimiro IV, re di Polonia                        |  |  |       |  |  |                                        |  |  |                                         |  |
|                                         |                                        | Sofia di Polonia                                                    | Elisabetta d'Asburgo                              |  |  |       |  |  |                                        |  |  |                                         |  |
|                                         |                                        | Sofia di Polonia                                                    |                                                   |  |  |       |  |  |                                        |  |  |                                         |  |